# Стефани фон Хоенцолерн-Зигмаринген
Стефания фон Хоенцолерн-Зигмаринген (на португалски: Estefânia, 15 юли 1837 – 17 юли 1579) е германска принцеса и кралица на Португалия, съпруга на крал Педру V.

## Биография
Щефани е родена на 15 юли 1837 г. в Краухенвис като принцеса Стефания Йозефа Фредерика Вилхелмина Антония фон Хоенцолерн-Зигмаринген. Тя е дъщеря на германския принц Карл-Антон Хоенцолерн-Зигмаринген и на принцеса Йозефина от Баден. Стефания е по-голяма сестра на румънския крал Карол I.
На 18 май 1858 г. Стефания е омъжена за португалския крал Педру V. В Португалия двамата младоженци са посрещнати изключително тържествено. Една година по-късно Естефания, както португалците наричат младата си кралица, се разболява и умира от дифтерия. След смъртта ѝ крал Педру никога не се жени повторно и умира бездетен през 1861 г.